# Färjefri E39

Den aktuella utbyggnadssträckan

Färjefri E39 är ett planerat vägprojekt på Vestlandet i Norge. Det är under utredning och lanserades av Jens Stoltenbergs andra regering våren 2013. Planen innebär att avlägsna alla de sju existerande färjesträckningarna på Europaväg 39 mellan Trondheim och Kristiansand, och projektet kommer därmed göra det möjligt att köra hela sträckan utan uppehåll för färjetransport. 
År 1990 var det tolv färjor längs kustvägen Stavanger–Trondheim, och av dem har fem färjeförbindelser ersatts med bro eller tunnel, bland annat Nordhordlandsbrua (1,6 km flytande bro med högbrodel) och Bømlafjordtunnelen (europavägnätets lägsta punkt, 262 m under havet). 2018 påbörjades Boknafjordtunnelen som ska bli världens längsta och djupaste vägtunnel, 26,7 km och 392 m under havet). De kvarvarande fjordkorsningarna är alla kostsamma och tekniskt krävande. Björnafjorden och Sognefjorden är för djupa för tunnel eller bropelare, och för breda för ett enda spann, så man överväger flytande bro med högbrodel, dock mycket större än Nordhordlandsbrua, utan motsvarighet i världen och därmed ny oprövad teknik, dessutom mer utsatt för stormvågor än Nordhordlandsbrua.
På vissa andra platser föreslås en hängbro med länge spann än Akashi Kaikyō-bron som (2020) har längst spann i världen på 1,99 km.
Avlägsnandet av färjor i kombination av några vägförbättringar kan reducera restiden från runt 20 till 15 timmar, och en utbyggnad av hela E39 till fartgränser på 90-110 km/t kan ge en restid ned emot 11 timmar. E39 kommer bli omkring 50 kilometer kortare. I den norska regeringens nationella transportsplan 2018 - 2029 säger man att man har som långsiktigt mål att genomföra hela projektet.
Den totala kostnaden för hela utbyggnaden antogs ligga på 340 miljarder NOK. Kostnader, samhällsekonomisk lönsamhet, osäkert trafikunderlag, miljöspörsmål och osäker tekniskt genomförande gör projektet till politiskt omstritt. Vinsten av att ta bort alla färjeanslutningar på hela sträckan är oklart. De tekniska lösningarna för några av fjordövergångarna är per 2017 ännu inte helt utrett. Statens Vegvesen hade fram tills 2018 använt 1,2 miljarder NOK i planering av Färjefri E39. Kritiker säger att om det finns så mycket pengar, finns andra sträckor där det blir mycket mer nytta av dem.
År 2018 uttalade sig Statens vegvesen om att det är fullt realistiskt att fullfölja planerna till år 2050, mot det ursprungliga 2033.
Samtliga fjordkryssningar förutsätts få vägavgifter på minst färjeavgiften, som är upp till 250 kr (2020). De sträckor som byggs om till motorväg förutsätts också få vägavgifter. Nya motorvägar har i Norge vägavgift på omkring 1 kr/km.

## Fjordövergångar
| Fjord           | |
| --------------- | --- |
| Boknafjorden    | En tunnel under havet med 27 km längd, projekt Rogfast. Detta projekt påbörjades 2021, och planeras öppnas för trafik 2030. Det beräknades vid byggstart kosta 25 miljarder norska kr. |
| Bjørnafjorden   | En flytande bro på 5 km planeras. Denna förbindelse har efter Boknafjorden mest trafik och är tillsammans Romsdalsfjorden längst kommen i planering. Dock är den sannolikt dyrast och mest tekniskt komplicerad av alla, och 2020 var en miljard förbrukad bara i forskning och planering. |
| Sognefjorden    | Endast förstudie. En flytande bro på 4 km har föreslagits. |
| Nordfjorden     | En 1,8 km hängbro har föreslagits. |
| Storfjorden     | En 4 km flytande bro har föreslagits. |
| Romsdalsfjorden | En 16 km lång tunnel under havet plus en 2 km lång hängbro planeras |
| Halsafjorden    | En 3 km lång bro, antingen hängbro eller flytbro |